# Makrem Ben Romdhane
Makrem Ben Romdhane (Sousse, Túnez, 27 de marzo de 1989) es un jugador de baloncesto tunecino que pertenece a la plantilla del Benfica portugués. Con 2,04 de estatura, su puesto natural en la cancha es el de ala-pívot.

## Trayectoria
Comenzó su carrera en su país natal, donde ha conseguido importantes logros tanto a nivel de club, como de forma individual y con su selección. Jugó en el Etoile-du-Sahel, el equipo tunecino con más títulos. En este club ha conseguido ser campeón de la liga tunecina en 2009, 2011, 2012 y 2013, ganador de la Copa en 2011, 2012 y 2013, medalla de oro de la Copa Africana de Clubes (similar Euroliga) 2011 y plata en 2008.
Para la temporada 2013-14 ficha por el UCAM Murcia, firmando 6 puntos y 3,6 rebotes en 18 minutos de juego.
[actualizar]
Para la temporada 2020-21 volvió a Túnez y se unió al US Monastir para disputar la copa continental Basketball Africa League, donde su equipo fue segundo y el fue nombrado BAL Sportsmanship Award en 2021.
Luego se marchó a Portugal para jugar en el Benfica.

## Selección nacional
El jugador se dio a conocer ante el gran público en Juegos Olímpicos de Londres 2012. Sus 27 puntos y 10 rebotes ante la posterior campeona USA le sirvieron para ganarse el reconocimiento hasta del seleccionador estadounidense Mike Krzyzewski. Eso le valió para que el técnico americano, Mike Krzyzewski se deshiciera en elogios hacia él: “Me gusta Romdhane, tiene mucho corazón. Si le dan la posibilidad de jugar a otro nivel, como en Europa, podría tener la oportunidad de crecer. Sabe qué hacer con el balón. Me ha dejado impresionado con su juego”.
Pese a su gran actuación, no le fue del todo bien a su selección en los JJ. OO.. Todo lo contrario que en el Afrobasket, Madagascar 2011. Túnez rompió con la hegemonía de Angola, consiguiendo la medalla de oro. Ben Romdhame, completó un campeonato excelente, consiguiendo un promedio de 12,7 puntos y 6,1 rebotes. Fue elegido en el quinteto ideal del torneo junto a su compañero Salah Mejri. 
Con la selección tunecina ha sido campeón del Afrobasket 2011, AfroBasket 2017 y AfroBasket 2021 donde fue nombrado MVP del torneo. Antes de eso consiguieron dos bronces en 2009 y en la edición de 2015.